# استان نام دین
استان نام دین (به لاتین: Nam Định Province) یک استان در ویتنام است که در منطقه دلتا رود قرمز واقع شده‌است.

## خصوصیات
استان نام دین ۱٬۶۷۶ کیلومترمربع مساحت و ۱٬۹۳۴٬۰۰۰ نفر جمعیت دارد.